# Quintana del Puente
Quintana del Puente è un comune spagnolo di 258 abitanti situato nella comunità autonoma di Castiglia e León.